# Französische Filmtage Tübingen-Stuttgart

Logo des Festivals

Die Französischen Filmtage sind ein seit 1983 jährlich in Tübingen stattfindendes Filmfestival. Seit den 1990er Jahren gibt es eine Außenstelle in Stuttgart. Träger ist der Verein Filmtage Tübingen e. V., die Finanzierung übernehmen zu großen Teilen das Land Baden-Württemberg und die Stadt Tübingen.
Das Festival widmet sich im Wesentlichen Filmen aus Frankreich sowie aus französischsprachigen Regionen (Québec, Westafrika, Maghreb) und ist das größte seiner Art in Deutschland. Es vergibt einen Publikumspreis für den besten Nachwuchsfilm und einen mit 20.000 Euro dotierten Verleihförderpreis, der von der Medien- und Filmgesellschaft Baden-Württemberg und dem französischen Exportverband Unifrance gestiftet wird. Festivalleiter ist seit 2010 Christopher Buchholz.